# Herman Wold

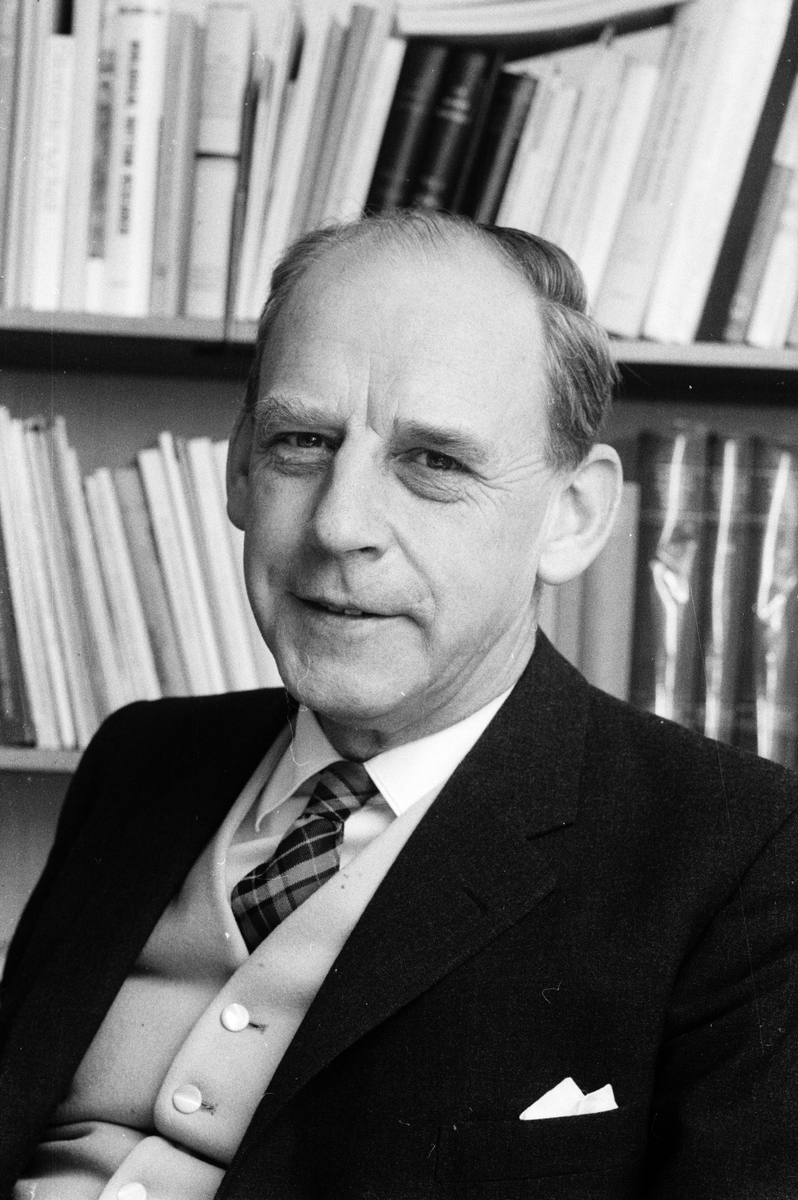
Herman Wold (1969)

Herman Ole Andreas Wold (* 25. Dezember 1908 in Skien; † 16. Februar 1992) war ein schwedischer Statistiker.
Herman Wold wurde im südnorwegischen Skien als das jüngste von sechs Geschwistern geboren. Die Familie zog 1912 nach Schweden und nahm die schwedische Staatsbürgerschaft an. 1927 schrieb er sich an der Universität Stockholm ein und studierte bei Harald Cramér Mathematik.
Anschließend, ab 1930, arbeitete er bei einer Versicherungsgesellschaft und begann seine Doktorarbeit
A Study in the Analysis of Stationary Time Series über stochastische Prozesse unter der Anleitung von Harald Cramér. Das Hauptergebnis ist die sogenannte Woldsche Zerlegung, in der eine Zeitreihe in einen deterministischen und einen stochastischen Anteil zerlegt wird.
1938 beauftragte ihn die schwedische Regierung mit einer Studie über Verbrauchernachfragen in Schweden, die 1940 veröffentlicht wurde. Parallel arbeitete er über Nachfragetheorie, was zu seinem 1952 erschienenen Buch Demand Analysis, in dem er die Nachfragetheorie mit stochastischen Prozessen und Regressionstheorie verbindet, führte. 1942 wurde er Professor für Statistik an der Universität Uppsala. 1970 wechselte er an die Universität Göteborg, wo er bis zu seiner Emeritierung 1975 blieb.
Herman Wold war Mitglied und später Präsident der Econometric Society, Ehrenmitglied der American Economic Association und der American Academy of Arts and Sciences und Mitglied der
königlich schwedischen Akademie der Wissenschaften. Von 1968 bis 1980 arbeitete er für das Nobelpreiskomitee für Wirtschaftswissenschaften.
Im Zusammenhang mit seinen Untersuchungen von Zeitreihen erzielte Herman Wold ein funktionalanalytisches Resultat über die Zerlegung von Isometrien, das man ebenfalls Wold-Zerlegung oder auch Wold-von Neumann-Zerlegung nennt.

## Veröffentlichungen (Auswahl)
- A Study in the Analysis of Stationary Time Series. Stockholm 1938 (Stockholm, Universität, Dissertation, 1938).
- Mit Lars Juréen: Demand Analysis. A Study in Econometrics. Almqvist & Wiksell u. a., Stockholm u. a. 1952.
- Models for Knowledge. In: Joseph Gani (Hrsg.): The Making of Statisticians. Springer, New York NY 1982, ISBN 0-387-90684-3, S. 190–212, doi:10.1007/978-1-4613-8171-6_14.